# Ursulines du Sacré-Cœur de Marie
Les Ursulines du Sacré-Cœur de Marie sont une congrégation religieuse féminine enseignante de droit pontifical.

## Histoire
La congrégation est fondée le 6 janvier 1907 à Breganze par Jeanne Meneghini (it) avec l'aide d'André Scotton pour accueillir des jeunes filles rejetées par d'autres instituts, que ce soit à cause de leur ancienne vie, de leur précarité financière ou par maladies. La communauté est érigée canoniquement en institut de droit diocésain le 8 septembre 1941 par décret de Ferdinando Rodolfi (it), évêque de Vicence. L'institut reçoit le décret de louange le 16 juillet 1971.

## Activités et diffusion
Les sœurs se consacrent principalement à l'enseignement et à d'autres œuvres sociales, particulièrement auprès de la population féminine.
Elles sont présentes en Italie, au Brésil et au Mozambique.
La maison-mère est à Vicence.
En 2017, la congrégation comptait 125 sœurs dans 19 maisons.